# A jel (album)
A jel a Bonanza Banzai második stúdióalbuma, melyet 1990-ben, majd digitálisan felújítva 1996-ban adtak ki. A zenét Hauber, Kovács és Menczel közösen jegyzik, a dalszöveg Kovács Ákos szerzeménye.

## Előadók
- Hauber Zsolt: szintetizátor, effektek, zongora (Szerelemisten)
- Kovács Ákos: ének, vokál, gitár, zongora (Szerelemisten)
- Menczel Gábor: szintetizátor, program, zongora (Szerelemisten)

## Az album dalai
|     | Cím                            | Hossz |
| --- | ------------------------------ | ----- |
| 1.  | "A jel"                        | 3'23  |
| 2.  | "Dörömbölnek a vágyak"         | 3'38  |
| 3.  | "Ősi láng"                     | 4'17  |
| 4.  | "To see me (Orpheus&Euridice)" | 3'42  |
| 5.  | "Kicsi szív"                   | 3'40  |
| 6.  | "Kihalt minden"                | 4'12  |
| 7.  | "Szerelemisten"                | 4'28  |
| 8.  | "Nem ér semmit a dal"          | 3'53  |
| 9.  | "Colours"                      | 3'36  |
| 10. | "Ne titkold"                   | 4'50  |